# Paul Gulda
Paul Gulda (* 25. Oktober 1961 in Wien) ist ein österreichischer Pianist und Musiker.

## Leben
Paul Gulda ist der zweitälteste Sohn von Paola Loew und Friedrich Gulda und nahm unter anderem auch bei ihm Klavierunterricht. Weitere Lehrer waren Roland Batik, Leonid Brumberg und Rudolf Serkin. Neben dem Klavierspiel studierte er an der Musikhochschule Wien Blockflöte und Klarinette.
Seit 1995 komponiert Paul Gulda auch. Vorwiegend handelt es sich dabei um Bühnenmusik zu Schauspielen von Howard Barker, Franz Xaver Kroetz, Johann Nestroy u. a. 1997 hatte er sein Debüt als Dirigent mit dem Konzertverein Linz.
Neben seiner Tätigkeit als Pianist sowohl mit Soloauftritten als auch mit namhaften Orchestern unter berühmten Dirigenten beschäftigt sich Gulda mit verschiedenen musikalischen Projekten. Eines der bekanntesten ist „Haydn alla Zingarese“ (ein Zusammenspiel von klassischen Musikern mit einer Roma-Banda) sowie Konzeptionen und Präsentationen musikalisch-literarischer Programme.
Paul Gulda ist Mitglied des Vereins RE.F.U.G.I.U.S., der sich für die Aufklärung des Massakers von Rechnitz einsetzt. Im April 2011 wurde Paul Gulda der Frauenring-Preis für besondere Leistungen nach feministischen Grundsätzen vom Österreichischen Frauenring verliehen.
Der Pianist Rico Gulda ist sein Halbbruder.